# Zarzuela

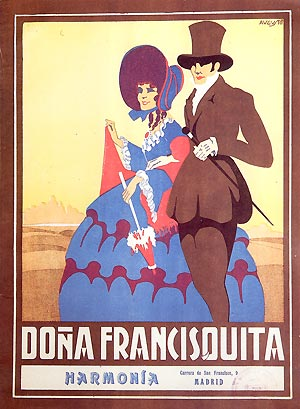
Capa da edição de Doña Francisquita

A zarzuela é um gênero lírico-dramático espanhol. No século XIX, auge da ópera na Europa, a zarzuela virou uma alternativa mais regional, uma vez que se centrava em contos do folclore espanhol e em sons nativos. Vigente entre aproximadamente 1650–1790 e 1845–1965, a zarzuela se caracteriza como uma variedade espanhola de teatro musical falado e cantado, equivalente à ópera cômica francesa, ao singspiel alemão e à ballad opera ou masque inglesa.

## A zarzuela fora da Espanha
A zarzuela foi cultivada com muitas adaptações ao trasladar-se a Cuba, onde se destacaram os compositores Gonzalo Roig y Ernesto Lecuona, Rodrigo Prats e Eliseo Grenet; a Argentina e Venezuela.
Na Argentina, a zarzuela, o sainete e o tango conformaram um novo gênero característico de grande êxito popular, conhecido como sainete crioulo.